# Alstereisvergnügen

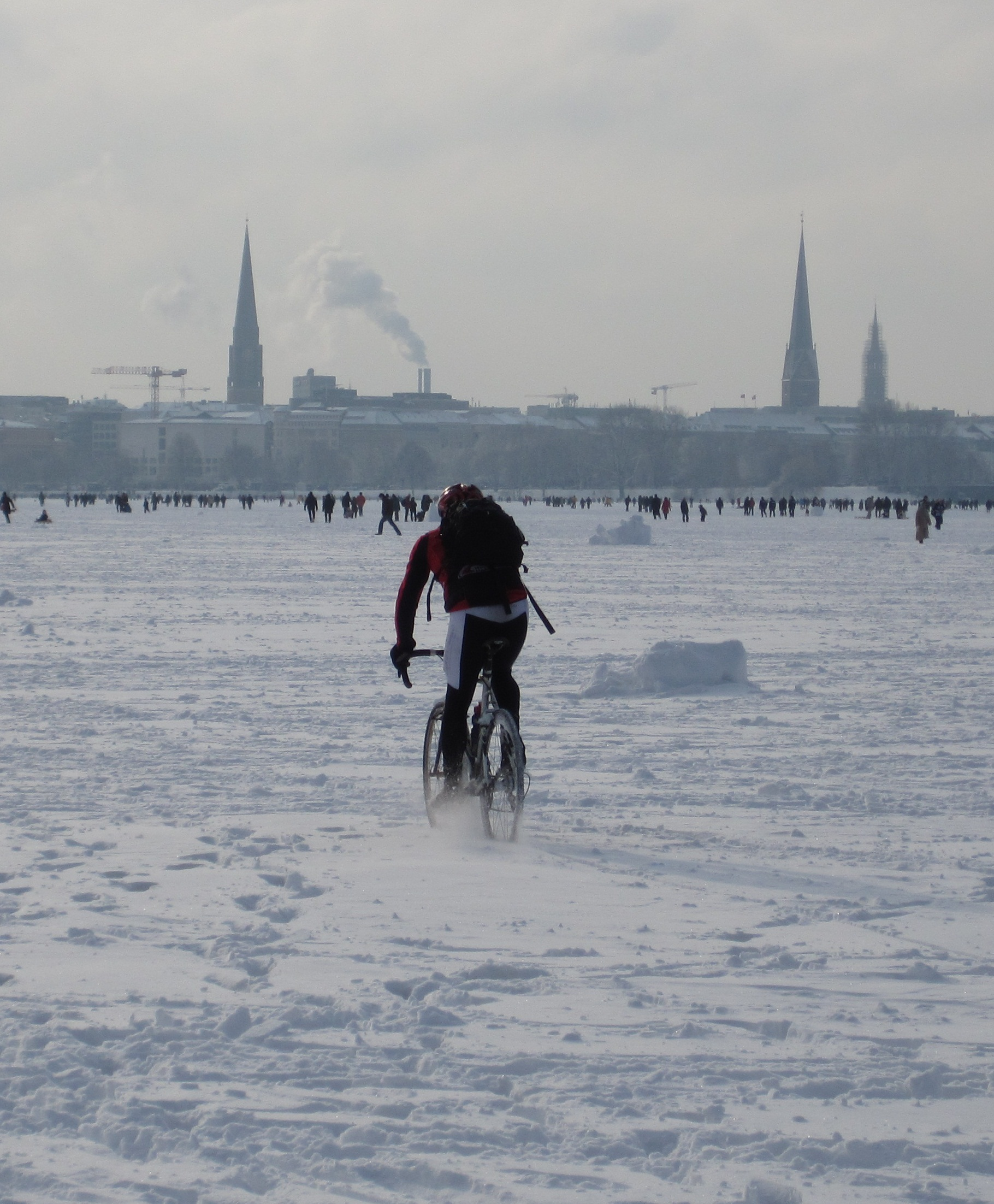
Ein Fahrradfahrer auf der zugefrorenen Außenalster Ende Januar 2010

Das Alstereisvergnügen ist ein Volksfest, das in manchen Wintern auf der zugefrorenen Außenalster in der Mitte Hamburgs stattfindet, sofern das Eis eine hierfür ausreichende Dicke und Tragfestigkeit erreicht.
Das eigentliche Eisvergnügen findet in der Regel von Freitag Mittag bis Sonntag statt, wenn auf der 164 Hektar großen Fläche der Außenalster etwa 150 Buden und Stände aufgebaut werden, die zumeist warme Getränke, wie z. B. Glühwein, oder einen Imbiss anbieten. Während dieser Tage – bei bleibender Eisdecke auch an anderen Wochentagen – nutzen viele Hamburger und auswärtige Besucher die Außenalster zu einem Spaziergang, zum Schlittschuhlaufen oder anderen Eissportarten auf gegebenenfalls selbst von Schnee geräumten Flächen. Eissurfen und Eissegeln sind aus Gründen der Sicherheit jedoch untersagt, wie auch das Betreten des Eises grundsätzlich auf eigene Gefahr erfolgt.
Kennzeichnend für diese Veranstaltung ist im Gegensatz zu anderen professionell und kommerziell ausgerichteten Volksfesten, wie dem bis 2018 jährlich im Sommer veranstalteten Alstervergnügen, die Tatsache, dass auch Privatpersonen dort ihre Stände aufstellen, sofern sie hierfür eine der limitierten Genehmigungen erhalten haben. Zudem können mehrere Winter vergehen, ohne dass auf der Außenalster eine ausreichend tragfähige Eisfläche entsteht.

## Voraussetzungen
Der Fluss Alster bildet in Hamburgs Stadtmitte den aufgestauten See der Außenalster (bis zu 4,5 Meter tief). In etwa sind mindestens zwei Wochen ununterbrochen starker Frost (bei −10 Grad Celsius oder nach anderen Quellen unter −5 Grad) erforderlich, um eine für das Alstereisvergnügen erforderliche zusammenhängende Eisfläche mit einer mittleren Stärke von 20 cm zu erreichen. Die Schifffahrt, wie die Rundfahrten der Alsterdampfer, werden spätestens bei einer Eisdicke von 10 bis 12 cm eingestellt.
Über die Durchführung eines Eisvergnügens entscheidet die Behörde für Umwelt und Energie. Sie stellt durch Bohrungen an 50 Stellen die Dicke des Eises fest. Diese Eismessungen werden als Eiszustandsbericht veröffentlicht. Zudem fließen weitere Parameter, wie beispielsweise die eingeholte Wettervorhersage des Deutschen Wetterdienstes in die Entscheidung ein, ob ein Eisvergnügen stattfindet.
Die Abteilung Gewässerschutz als zuständige Wasserbehörde erteilt gegen Gebühr die für jede Person erhältlichen Standgenehmigungen, welche mit einigen Auflagen hinsichtlich der Eissicherheit und des Umweltschutzes verbunden sind und für die je nach verkaufter Ware weitere Genehmigungen und Gebühren anfallen.
Das Betreten des Eises erfolgt auf eigenes Risiko und stellt einen Gemeingebrauch dar, der von der Behörde nicht eigens genehmigt werden muss. Insofern wird das Betreten auch nicht offiziell erlaubt und nur teilweise auf die besonderen Gefahren hingewiesen, die durch dünneres Eis insbesondere im Bereich von Brücken, Steganlagen, überhängenden Bäumen und wärmeren Wassereinleitungsstellen im Uferbereich bestehen.

### Historie der geforderten Eisdicke

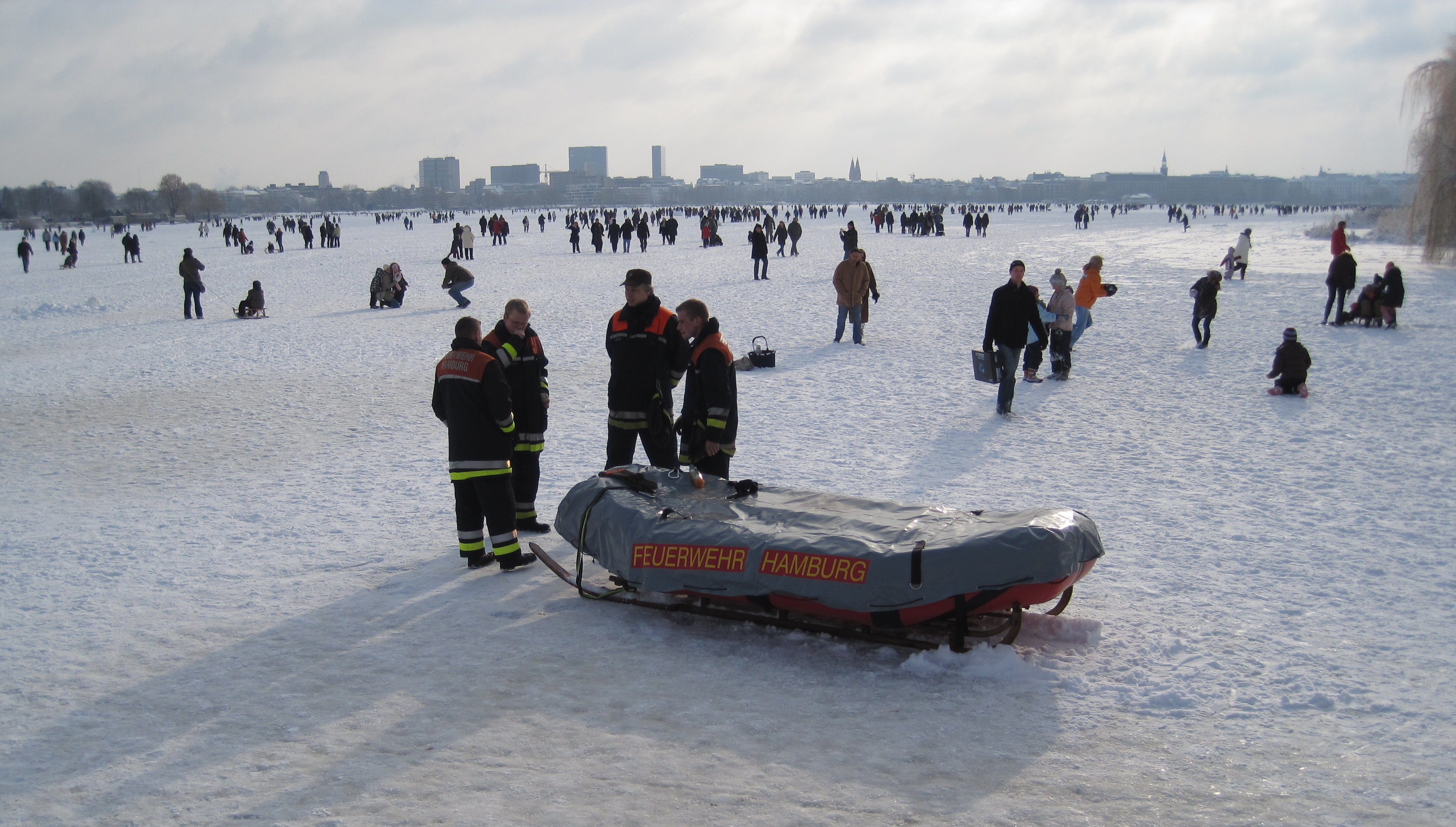
Die Hamburger Feuerwehr kann sofort helfen

Mit der ab dem 19. Jahrhundert zunehmenden Bebauung der um die Außenalster gelegenen Vororte und dem Ausbau der Flüsse und des Oberlaufes der Alster zum Kanal wurde die Alster zu einem wichtigen innerstädtischen Transportweg, sowohl im Personenverkehr mit den bestehenden Fährlinien, als auch für die an den Kanälen angesiedelten Kraftwerke und Industriebetriebe, für deren Versorgung im Winter möglichst lange eine Fahrrinne im Eis der Alster offen gehalten wurde und deren Betreten zunehmend mit polizeilichen Verboten reglementiert wurde.
Im Jahr 1929 durchgeführte Versuche auf dem Alstereis ergaben, dass 12 bis 16 Zentimeter starkes Eis Reiter, Wagen und selbst leichte Artillerie noch aushalten konnte und auf 20 Zentimetern auch ein Menschengedränge sicher stand. 1930 wurde daraufhin eine öffentliche Bekanntmachung herausgegeben, die das Betreten des Alstereises ab einer Dicke von 24 cm erlaubte.
Für die seit den 1970er Jahren durchgeführten Alstereisvergnügen galt neben weiteren Voraussetzungen bis 1996 eine erforderliche Eisdicke von mindestens 15 Zentimetern (wie zuletzt für das Alstereisvergnügen am ersten Januarwochenende 1996, dem zwei weitere Wochenenden auf stärkerem Eis folgten). Risse, Luftblasen und offene Wasserstellen führten Anfang 1997 trotz einer bis zu 25 cm starken Eisdecke zunächst nicht zur Genehmigung des Festes. Seitdem ist eine mittlere Eisdecke von 20 cm notwendig, die sich aus klarem Eis (Kerneis) ohne Schnee und Lufteinschlüsse zusammensetzt.

## Geschichte

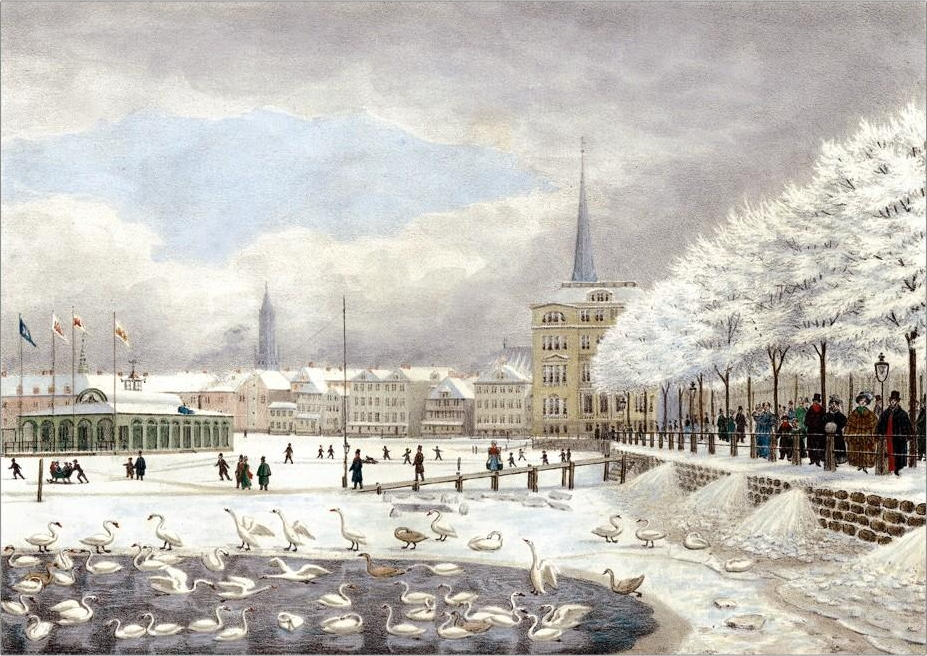
Binnenalster mit Spaziergängern, Schlittschuhläufern, Schlitten am Badeschiff. Alsterschwäne im Eisloch am Jungfernstieg (1830)

Der Begriff Alstereisvergnügen (manchmal auch Eisvergnügen oder Alstervergnügen) hat sich erst in den letzten Jahrzehnten des 20. Jahrhunderts zunehmend für das Budenfest auf dem Eis der Alster etabliert.
Gleichwohl wurden die zugefrorenen Gewässer der Hansestadt auch in früheren Jahrhunderten als Fläche für verschiedenste Veranstaltungen und Vergnügen genutzt. So erregte beispielsweise 1687 ein Eisschiff nach holländischem Vorbild erstmals die Aufmerksamkeit der Hamburger. Das Segelschiff glitt auf Kufen über das Eis der Alster und bot Fahrten mit Speis und Trank für kleine Gesellschaften an. In einer Erläuterung der Abbildung des Schiffes heißt es um 1896: „Unser Bild beweist uns, dass bereits vor 200 Jahren ein fröhliches Treiben auf den gefrorenen Flüssen Elbe und Alster herrschte, ja in weit höherem Masse als jetzt, wo beide der Schifffahrt wegen möglichst lange offen gehalten werden und strenge polizeiliche Verbote das Betreten des zu schwachen Eises hindern….Auch das jetzt hier verschwundene Eisbosselspiel ist vertreten….“. Die damalige Form des Eisboßeln in Hamburg bestand aus einem Zielwerfen von schweren Kugeln. Ebenso waren Schlitten zum Schieben und Pferdeschlitten auf den Eisflächen unterwegs und auch das Schlittschuhlaufen zählte zu dieser Zeit bereits zu den beliebten Wintervergnügen. Im Übrigen glitten damals ebenso Frauen auf Schlittschuhen über das Eis, eine Tatsache, die man später (noch bis ins 19. Jahrhundert) als unschicklich erachtete.
Das Eis der zugefrorenen Elbe, auf der im Winter die Schifffahrt ruhte, wurde ehemals nicht nur als Transportweg von Waren und Personen genutzt, sondern diese Eisstraßen wurden auch für Vergnügungsfahrten mit Schlitten oder Wagen genutzt. 1841 ruhte die Schifffahrt auf der Elbe wegen des Eises beinahe 100 Tage. In dieser Zeit entstand ein reger Budenbetrieb mit Tanzzelt und Schlittenpartien auf der Elbe. Mit dem Aufkommen der Dampfschifffahrt und dem Einsatz von Eisbrechern fällt dieses Vergnügen jedoch weg, da der Hamburger Hafen und die Elbe nun ganzjährig befahrbar gehalten werden.
Die Alster bot jedoch auch weiter die Gelegenheit für unterschiedliche Veranstaltungen. So sorgte 1733 beispielsweise ein Pferdeschlitten-Karussell für Aufsehen und 1862 veranstaltete der Germania Ruder Club einen Eistanz mit maskierten Schlittschuhläufern unter Musikbegleitung und mit bengalischem Feuer.
Im Jahr 1829 soll die Alster 100 Tage lang zugefroren gewesen sein und 1929 sogar noch länger. Skijöring und mit Fahnen geschmückte Buden, die Grog, Met und Bier anboten, gehörten zu den Attraktionen des Winters 1929, in dem erstmals Untersuchungen zu Wachstum und Belastbarkeit des Eises durchgeführt wurden. 1956 erlebte Hamburg einen besonders kalten Februar (durchschnittliche Temperatur minus 8,1 Grad Celsius). Das Eis der Alster durfte trotzdem nicht betreten werden, da eine Fahrrinne für Kohlenschleppzüge freigehalten werden musste. Ein Sportflugzeug nutzte die Eisfläche jedoch für eine Notlandung. Ohnehin fand in den 1950er und 1960er Jahren kein eigentliches Budenfest statt.

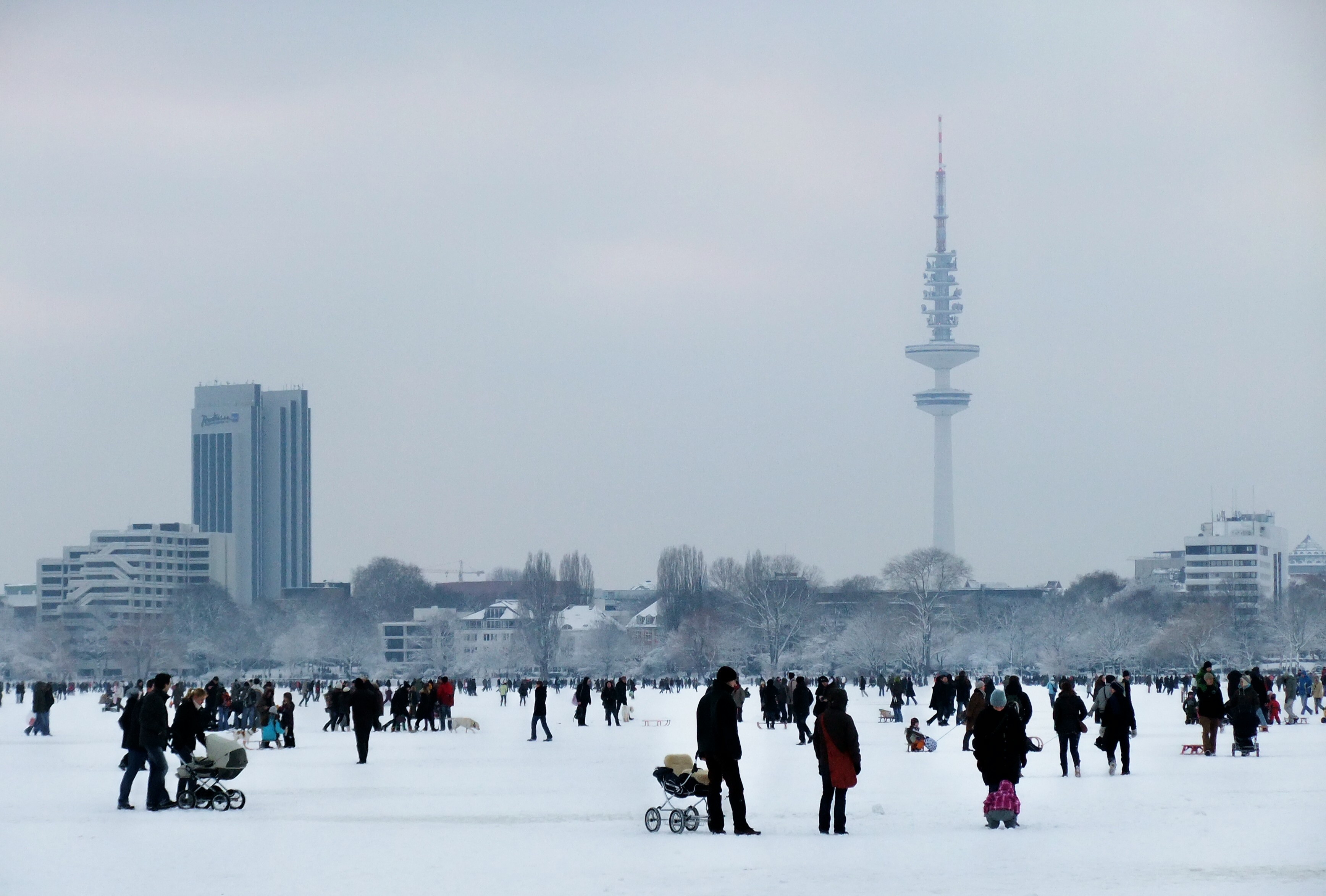
Die Außenalster mit Blick auf den Fernsehturm, Ende Januar 2010

Der Februar 1978 zeigte sich besonders wechselhaft. Zu Beginn des Monats lag die Temperatur noch an der Frostgrenze, sank dann zum 19. Februar auf minus 21 Grad ab, was zu einer 20 cm dicken Alstereisdecke führte, um dann innerhalb einer Woche wieder auf 15 Grad über Null anzusteigen. Alstereisvergnügen fanden zuletzt 1979, 1985, 1986, 1991, 1996, 1997 und 2012 statt. 1985 kamen an drei Wochenenden zusammen etwa 1 Million Besucher. 1986 wurden 300 Buden aufgebaut und das Fest am Sonnabend und Sonntag mit einem Feuerwerk gekrönt. Danach blieben 220 Kubikmeter Müll auf dem Eis zurück. 1991 kamen am dritten Februarwochenende 250.000 Besucher auf das 15 cm dicke Eis, auf dem 250 Stände genehmigt waren. Erneut an drei Wochenenden fand das Alstereisvergnügen 1996 statt, und 1997 kamen an einem Wochenende sogar mehr als eine Million Menschen auf das Eis. Es folgten mehrere Jahre mit geringer Eisbildung. Im Januar 2003 waren zeitweise 100 Menschen entgegen polizeilicher Warnung auf dem zu dünnen Eis der Alster, während der Außenmühlenteich im Harburger Stadtpark die Möglichkeit zu einem Budenfest bot. Auch 2004, 2005 und 2006 war das Eis nicht stark genug.
Im Januar 2010 gab es trotz einer stellenweise bis zu 25 Zentimeter dicken Eisschicht keine Genehmigung für ein Alstereisvergnügen, da die belastbare Eisstärke (Kerneis ohne Schichtungen, Lufteinschlüsse und Schnee nur 12 bis 18 Zentimeter) für die erwartete Beanspruchung nicht als ausreichend erachtet wurde. Stattdessen fand am letzten Januarwochenende ein kleines Alstereisvergnügen mit mehreren zehntausend Menschen statt. Dabei genehmigte das Bezirksamt Mitte ein Aufstellen von zehn Glühweinständen und Würstchenbuden am Ostufer zwischen der Kennedybrücke und der Barcastraße im Stadtteil St. Georg. Eine Neuauflage des kleinen Festes fand am zweiten Februarwochenende statt (Kerneis 11 bis 22 cm; Gesamteis bis zu 33 cm laut Messung am 12. Februar 2010). Am 17. Februar 2010 hatte die zuständige Behörde in Hamburg wieder die Genehmigung zum Alstereisvergnügen am Wochenende (20./21. Februar 2010) verweigert. Das Eis hatte zwar eine ausreichende Kerneisdicke von 19–21 cm, jedoch waren zu hohe Temperaturen für das Wochenende vorausgesagt worden.

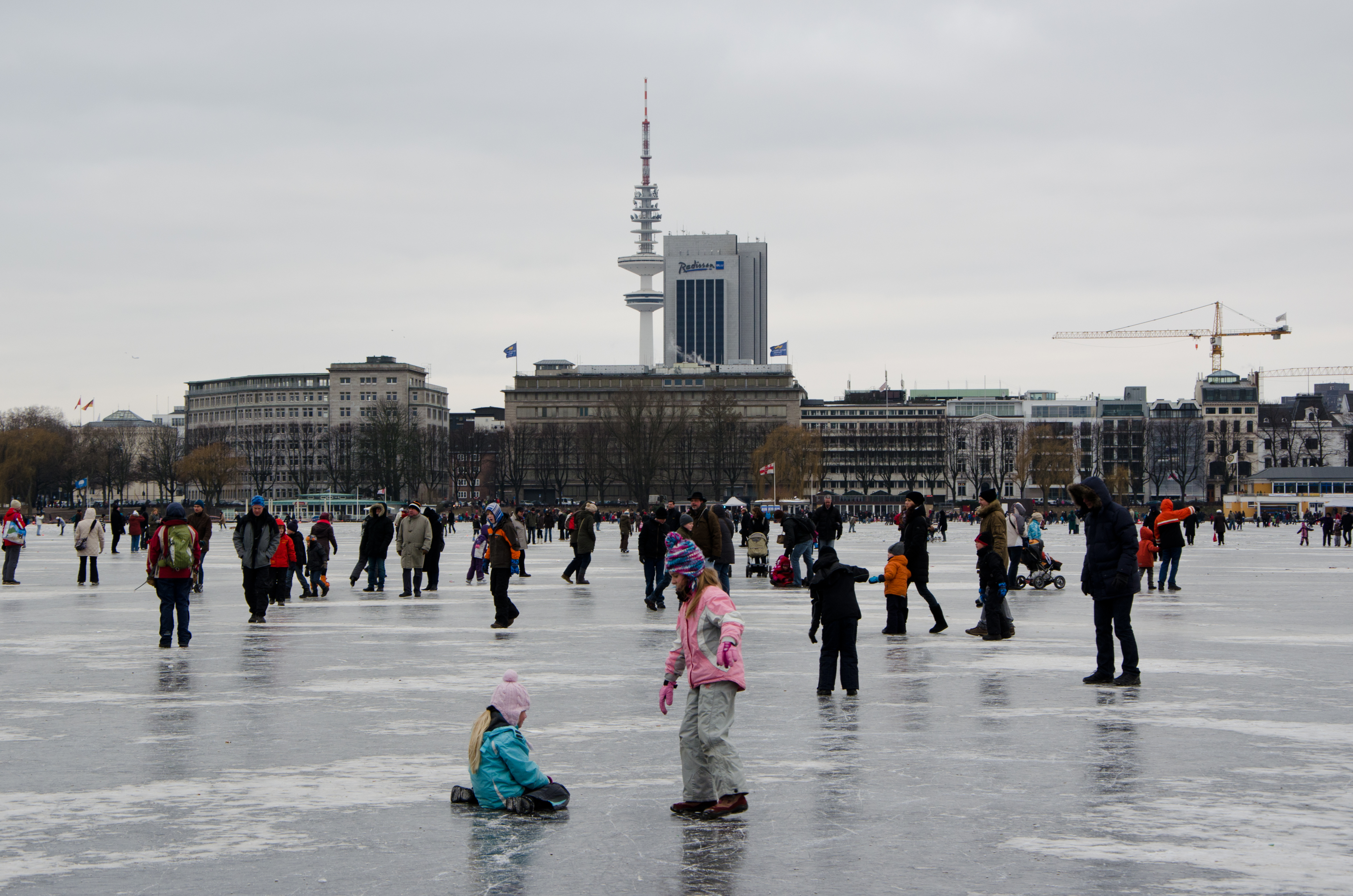
Das Alstereisvergnügen im Februar 2012

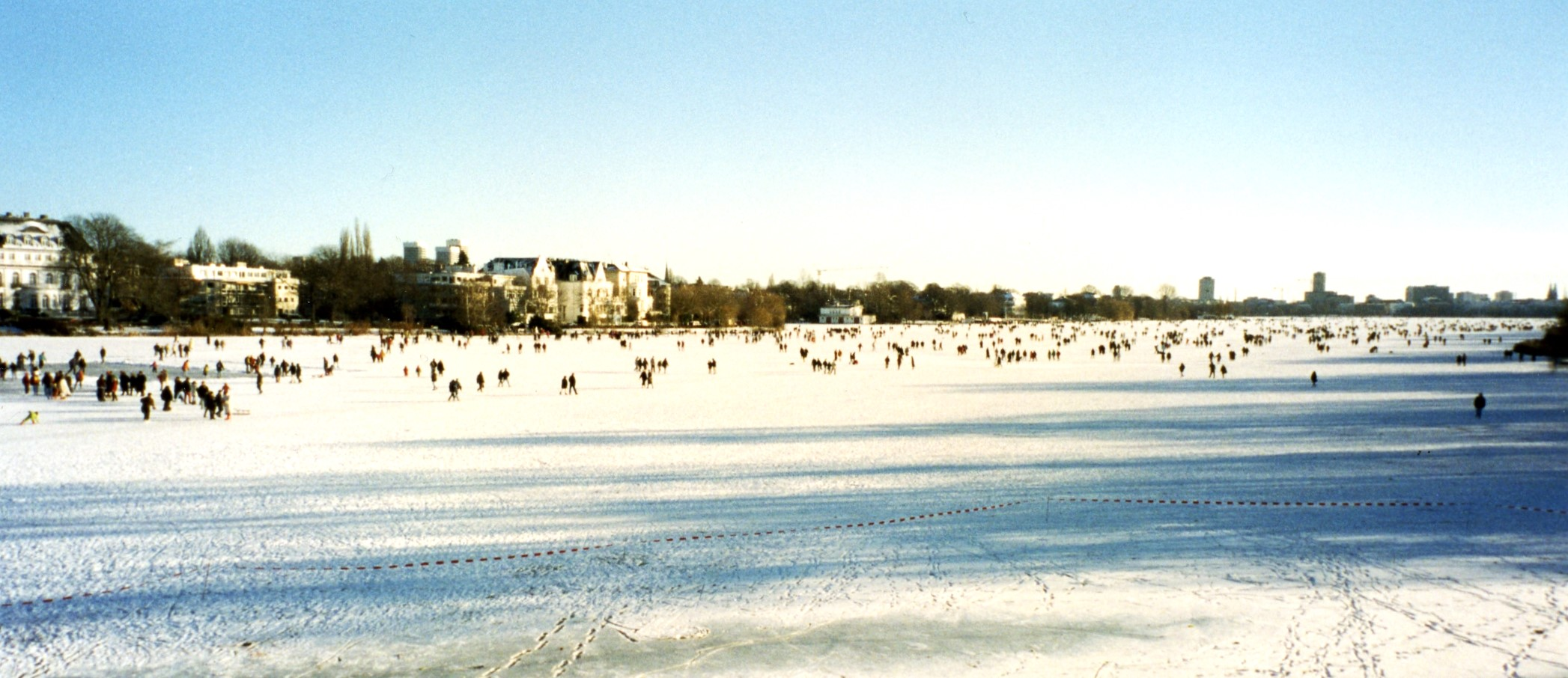
Das Alstereisvergnügen im Winter 1997

Im Februar 2012, nach einer 2 Wochen anhaltenden Kältewelle, fand zum ersten Mal nach 15 Jahren wieder ein offizielles, von der zuständigen Behörde freigegebenes, Alstereisvergnügen (10. /12. Februar 2012) statt. Dieses Mal standen die Buden nicht, wie bei den vergangenen Veranstaltungen mitten auf der Alster, sondern waren aus Sicherheitsgründen am Rande aufgebaut.

### Jahre mit Alstereisvergnügen
- 1687 – Eisschiff mit Speisen und Getränken fuhr über die zugefrorene Alster
- 1733 – Pferdeschlittenkaraussell auf der Alster
- 1829 – Die Alster war 100 Tage zugefroren
- 1862 – Eistanz mit Feuerwerk
- 1929 – Die Alster war über 100 Tage zugefroren. Es wurden Buden aufgestellt und Skijöring betrieben.
- 1978 – Eisdicke bei 20 cm.
- 1979
- 1985 – Alstereisvergnügen an drei Wochenenden mit 1.000.000 Besuchern
- 1986 – 300 Buden auf der Alster
- 1991 – Alstereisvergnügen an einem Wochenende mit 250.000 Besuchern und 250 Ständen.
- 1996 – Alstereisvergnügen an drei Wochenenden
- 1997 – Alstereisvergnügen an einem Wochenende mit 1.000.000 Besuchern.
- 2008
- 2010 – „Kleines Alstereisvergnügen“ mit zehn Ständen am Ostufer an zwei Wochenenden.
- 2012 – Alstereisvergnügen an einem Wochenende mit Ständen am Ufer. Mehrere Hunderttausend Besucher.